# Он и она и их обстоятельства
«Он и она и их обстоятельства» (яп. 彼氏彼女の事情 карэси канодзё-но дзидзё), широко известная как Kare Kano — манга авторства Масами Цуды. Первая глава вышла 22 декабря 1995 года, последняя — 23 апреля 2005 года. Манга насчитывает 21 том, выходила в японском журнале LaLa Magazine и публиковалась издательством Hakusensha. Лицензирована в России издательством «Росмэн».
Манга была адаптирована студией Gainax совместно с J.C.Staff, режиссёр — Хидэаки Анно. Всего выпущено 26 серий, по 24 минуты каждая, которые не охватывают мангу целиком. Аниме выходило в эфир со 2 октября 1998 по 26 марта 1999 года на японском телеканале TV Tokyo.
Сюжет повествует о перипетиях старшеклассницы-отличницы Юкино Миядзавы. Всё начинается с того, как в новом учебном году она сталкивается с затруднением в борьбе за всеобщее обожание. Это «затруднение» зовут Соитиро Арима.

## Сюжет
Сериал рассказывает о судьбе японской школьницы, которую зовут Юкино Миядзава. Она недавно перешла в старшую школу, и её новые одноклассники небезосновательно считают её идеалом. Она красива, умна, получает самые высокие оценки на уроках, сильна в спорте, вдобавок скромна и всегда готова помочь. Но никто в классе и не догадывается, что это всего лишь маска, которую Юкино снимает, когда приходит домой. На самом деле смысл её жизни — купаться в лучах славы, ради чего она готова ночами сидеть за уроками или тайком тренироваться до седьмого пота. Она покоряла всех в младшей школе, и надеялась, что так будет продолжаться и дальше, однако её ожидало огромное разочарование: у неё появляется соперник — Соитиро Арима, который не уступает ей ни в чём. Он красив, умён, хороший спортсмен, скромен, единственный сын директора городской больницы. Отодвинутая на второе место в рейтинге популярности, Юкино решает использовать самые грязные методы, чтобы уничтожить соперника.

## Персонажи
Юкино Миядзава (яп. 宮沢 雪野 Миядзава Юкино) — девушка с короткими каштановыми волосами, ученица старшей школы, главная героиня манги. Ещё в детстве маленькая Юкино поняла, что взрослым нравится в детях, и покоряла соседей, воспитателей в детском саду, учителей своей красотой, умом, манерами. Это привело к определённой зависимости от популярности, она стала «королевой тщеславия». Двойная жизнь — одна в семье, другая на публику — продолжалась до тех пор, пока в старшей школе она не встретила Соитиро Ариму. Поняв, что восхищение окружающих — не главное в жизни, она влюбляется в Ариму и вместе с ним решает отбросить маски, показать всем свою настоящую личность. Настоящая Юкино — сильная, хоть и не без недостатков, личность. Многолетний труд по продвижению своей популярности закалил её волю, развил актёрские и аналитические способности. Вместе с тем, настоящая личность Юкино не так зажата как её альтер эго и более непосредственна. Шестнадцать лет спустя она мать троих детей, имеет дочь по имени Сакура и два сына по имени Суох и Ай, которые являются близнецами.
Сэйю: Ацуко Эномото.
Соитиро Арима (яп. 有馬 総一郎 Арима Со:итиро:) — черноволосый парень, ученик старшей школы, главный герой манги. Родители Соитиро были членами большой, очень уважаемой семьи потомственных врачей. Однако они опозорили свою фамилию, занявшись махинациями, плохо обращались со своим единственным сыном, били его за малейшую провинность и в конце концов сбежали, оставив ребёнка и огромные долги. На семейном совете другие члены семьи Арима сказали в лицо мальчику, что сын таких родителей не сможет стать хорошим человеком, думая, что он ещё мал и не понимает смысл сказанного. Но Соитиро запомнил эти слова на всю жизнь. Его приютили дядя и его жена, они отнеслись к нему очень хорошо, в отличие от остальных родственников, и, поскольку у них не было своих детей, Соитиро стал их сыном. Когда Арима стал постарше, он дал себе клятву: чтобы быть достойным своих новых родителей и опровергнуть мнение родни, он должен стать самым лучшим во всём. Это ему успешно удавалось до тех пор, пока в старшей школе он не встретил Юкино Миядзаву. Она казалась ему идеальным человеком, гораздо лучшим, чем он сам. Он признается ей в любви, Юкино отвечает ему отказом. Однако неожиданно Арима раскрывает её двойную жизнь. После ряда взаимных недоразумений, Юкино показывает Соитиро, что и он живёт не своей настоящей жизнью, а живёт, лишь выполняя свою клятву, причиняя боль в том числе и своим новым родителям. Они решают жить нормальной жизнью, становятся лучшими друзьями, а затем парой. Сэйю: Тихиро Судзуки.
Цукино Миядзава (яп. 宮沢 月野 Миядзава Цукино) — средняя дочь семьи Миядзава, совершенно непохожая на свою старшую сестру Юкино. Никакой двойной жизни и тщеславия. Она нормальная школьница, учится в средней школе. Вместе с младшей сестрёнкой Кано любит подтрунивать над проделками Юкино.
Сэйю: Юки Ватанабэ.
Кано Миядзава (яп. 宮沢 花野 Миядзава Кано) — младшая из трёх дочерей Миядзава. Довольно умна, житейский опыт она черпает из манги для девочек, с которой не расстаётся. Этот опыт она использует, чтобы помогать Юкино после её интриг. Любит играть с сёстрами и собачкой Пэропэро. Учится в средней школе (в той же, где учится Цукино). Сэйю: Мария Ямамото.
Хироюки Миядзава (яп. 宮沢 洋之 Миядзава Хироюки) и Мияко Миядзава (яп. 宮沢 みやこ Миядзава Мияко) — родители Юкино, Цукино и Кано. Отец девочек, Хироюки, в детстве жил с дедушкой, без родителей. Со своей будущей женой Мияко был знаком с детства — играли вместе, дрались друг с другом, поступали в одни и те же школы. Мияко поддержала Хироюки в трудную минуту, когда его дедушка умер, и после окончания старшей школы они поженились, несмотря на сопротивление отца Мияко, которому категорически не нравился жених его дочери. Хироюки часто ведёт себя не как взрослый, он очень любит свою жену и души не чает в своих трёх дочерях. С их дедом он по-прежнему в ссоре, хотя тот тоже без ума от внучек. Мияко более рассудительна, чем её муж, но тоже любит иногда подурачиться. Вместе с дочерьми они представляют собой очень дружную семью.
Сэйю: Кояма Юка.
Пэропэро (яп. ペロペロ Пэропэро, означает «облизывание») или Pero² — маленькая забавная собачка семьи Миядзава. Может оказаться в любом месте и сидеть где угодно, в том числе и уцепившись зубами за чью-нибудь одежду. Любит играть с Цукино и Кано. Живёт в конуре во дворике.
Хидэаки Асаба (яп. 浅葉 秀明 Асаба Хидэаки) — аморальный красавец, ходит в ту же школу, что и Арима с Миядзавой. Больше всего на свете любит девушек, причём особенно его заботит их количество. Он решает использовать Ариму, чтобы вдвоём с ним заманивать толпы очарованных представительниц прекрасного пола. С этой целью он старается подружиться с ним, но наталкивается на неожиданное препятствие — у Аримы есть девушка, Юкино, и ему не нужны другие. Юкино пытается подружиться с Хидэаки, но тот оскорбляет её, и начинается война, завершившаяся примирением и дружбой.
Сэйю: Ацуси Кисаити.
Цубаса Сибахимэ (яп. 芝姫 つばさ Сибахимэ Цубаса) — маленькая, очень красивая девушка с длинными золотистыми волосами. Мать Цубасы умерла при родах, и её отец заботился о ней в одиночку. Хотя он очень любил свою дочь, но необходимость зарабатывать на жизнь отнимала у него всё свободное время. Сибахиме росла замкнутым ребёнком, в детском саду она даже не разговаривала, из друзей у неё была только Цубаки Сакура. Позднее, когда она пошла в младшую школу, Цубаса познакомилась с Аримой и поняла, что они с ним похожи. Она полюбила его, но ей никак не удавалось признаться в своих чувствах. Для Аримы она была кем-то вроде младшей сестры. С большим трудом поступив в ту же старшую школу, что и Соитиро, Цубаса, катаясь на скейте, попала в аварию и пролежала в больнице первый семестр. После выписки она узнала две страшные вещи: во-первых, у Аримы появилась девушка, во-вторых, её отец решил жениться на медсестре, которая ухаживала за дочерью в больнице. Она начинает войну против Миядзавы, у которой в это время были проблемы с остальными девочками в классе. Войну она проигрывает (причём благодаря этой стычке Юкино знакомится с подругами Цубасы Цубаки, Аей и Рикой), но впоследствии дружится с Миядзавой и налаживает отношения с отцом и его невестой благодаря сводному брату Кадзуме. Сэйю: Маюми Синтани.
Цубаки Сакура (яп. 佐倉 椿 Сакура Цубаки) — высокая спортивная девушка с короткими чёрными волосами, учится в параллельном классе той же школы. С детства была подругой Цубасы, позднее, в младшей школе, подружилась с Аей и Рикой. С Юкино она познакомилась, пытаясь вместе с подругами удержать Цубасу в рамках приличий во время её ссоры с Миядзавой. Узнав, что девушки в классе Юкино решили игнорировать её из-за открывшейся правды о двойной жизни Миядзавы, Сакура приглашает её в их компанию, несмотря на протесты Цубасы. Цубаки очень прямолинейна, скептически относится к мальчикам, говоря, что её больше привлекают девочки.
Сэйю: Саэко Тиба.
Ая Савада (яп. 沢田 亜弥 Савада Ая) — подруга Цубаки и Рики, начинающая талантливая писательница. Обладает сложным характером, немного мрачна, её лучшая подруга и одновременно «козёл отпущения» — Рика Сэна, с которой они знакомы с детства. К её вредным привычкам относилось курение, однако Юкино силой отучила её курить. Сэйю: Юкико Мотоя.
Рика Сэна (яп. 瀬奈 りか Сэна Рика) — подруга Цубаки и Аи, тихая скромная девочка, любящая рукоделие. Очень спокойная и жизнерадостная. С детства попадала в разные передряги из-за своей лучшей подруги Аи, за проказы которой её обычно и наказывали. Несмотря на эту несправедливость, она никогда на неё не обижалась из-за своего доброжелательного характера. Сэйю: Юкари Фукуи.
Махо Идзава (яп. 井沢 真秀 Идзава Махо) — красивая и умная девушка, одноклассница Аримы и Миядзавы. Ненависть к Миядзаве стала её идеей фикс. Эта ненависть и постоянное безнадёжное соревнование с Юкино испортили её характер, превратили Махо в подобие Миядзавы. Именно благодаря тому, что она стала похожа на Юкино, Махо быстро поняла её истинную природу. После того, как Миядзава перестала скрывать свою настоящую личность и стала встречаться с Аримой и дружить с Асабой, Идзава настроила против неё остальных девушек в классе. Они объявили Юкино, у которой и раньше не было друзей в классе, бойкот. Миядзава даже не могла исправить положение, объяснить ситуацию — с ней просто не разговаривали. К тому же из больницы вернулась Цубаса и сразу же развернула боевые действия. Подруги Цубасы — Цубаки, Ая и Рика — устав удерживать Цубасу от нападений, решили поближе познакомиться с Миядзавой и, услышав про её ситуацию, приняли её в свою компанию. Ая заметила, что для организации такой травли толпе необходим лидер, и Юкино стала искать кукловода. Вскоре Махо выдала себя. Недовольная тем, что Миядзава нашла себе друзей в другом классе, она стала насмехаться над Юкино и показала остальному классу уже свою истинную сущность. Бойкот рухнул, и Махо окончательно потеряла влияние в классе. Позднее Юкино и Махо отбросили былую вражду и стали хорошими друзьями. Настоящая Идзава оказалась неплохим человеком.
Сэйю: Дзюнко Нода.
Кадзума Икэда (яп. 池田 一馬 Икэда Кадзума) — высокий светловолосый парень. Когда Цубаса и её отец впервые встретились с ним, их недоумению не было предела. Сын скромной и обаятельной медсёстры, Кадзума пришёл в ресторан, где его мать собиралась познакомить его с будущим отчимом и сводной сестрой, в рокерской одежде (он участник рок-группы), с кошмарной причёской и кулоном в виде черепа на шее. К тому же он принял Цубасу за маленькую девочку, хотя она была даже немного старше, чем он. Рассвирепевшая Цубаса устроила некрасивую сцену и, гуляя на следующий день по городу в полной ярости, наткнулась на взрослого педофила, который стал к ней приставать. Случайно проходивший мимо Кадзума встал на её защиту, маньяк сбежал, а заступника по ошибке забрала бы полиция, если бы Цубаса из благодарности не объяснила полицейским ситуацию. Кадзума извинился перед Цубасой за свою ошибку в определении её возраста и сказал, что всегда мечтал о сестре. Цубаса почувствовала, что у них с будущим сводным братом много общего, и перестала возражать против нового брака своего отца.
Сэйю: Акира Исида.
Такэфуми Тонами (яп. 十波 健文 То:нами Такэфуми) — в младшей школе был маленьким, толстым, избалованным сыном богатых родителей. Предвидя, что его будут обижать одноклассники, учитель попросил Цубаки Сакуру, которая была в то время грозой всей школы, защищать Тонами от других мальчишек. Со своей задачей она в принципе справлялась, однако Такэфуми стал ей кем-то вроде личного раба. Она заставляла его гонять с ней на велосипеде, покупать ей еду, меняться школьными завтраками, делать её домашнюю работу и многое другое. Когда Тонами решили перевести в другую школу, на Окинаве, он был сам не свой от счастья. Перед отъездом Сакура рассказала о просьбе учителя. Тонами решил, что вернётся другим человеком и отомстит Цубаки. Во время учёбы на Окинаве он с помощью изнурительных тренировок и игры в баскетбол сбросил вес, сильно вырос — в общем, изменился до неузнаваемости. После этого он поступил в ту же школу, где училась Сакура. При встрече она не узнала его, и он стал строить планы ужасной мести. Но скоро Тонами понял, что на самом деле неравнодушен к своей бывшей мучительнице.
Сэйю: Нодзому Сасаки.

## Производство
Сайт King Records пишет, что произошла сенсация, когда Хидэаки Анно и студия Gainax создали телевизионный аниме-сериал по манге для девочек. Многие сотрудники работали над «Евангелионом». Музыка была написана Сиро Сагису. Детальные кадры школы, улиц, торгового квартала и станций метро основаны на реальной обстановке — районе Мусаси-Косуги в городе Кавасаки. Анно использовал данный приём и в «Евангелионе». Юки Ватанабэ и Мария Ямамото, озвучивавшие Цукино и Кано, сестёр Юкино Миядзавы, после окончания титров кратко объявляли перед камерой содержание следующей серии.
Начиная с 19 серии появились серьёзные проблемы. Режиссёр Анно перестал быть главным  после завершения 18 серии, поссорившись с создателем манги Масами Цудой, которая хотела большей драмы, в то время как Хидэаки был за добавление юмора. Слишком много последних серий повторяют или перефразируют то, что шло раньше. Изменения в рисовке и сценарии не пошли на пользу. Относительно манги осталась за кадром арка с отцом Аримы. Тонами отнял слишком много времени у главных героев. У студии кончились деньги, и пришлось снимать с урезанным бюджетом (вырезанные из бумаги фигуры персонажей). Кроме того, TV Tokyo установил ограничения на трансляцию после расследования инцидента с показом «Покемона». Анно не согласился с этим и в знак протеста решил больше не иметь ничего общего с TV Tokyo, оставив производство Хироки Сато, который присоединился к Gainax. В итоге впечатления зрителей были сильно подпорчены. Однако можно утверждать, что первые восемнадцать серий составляют лучшее
школьное аниме.
Хироюки Ямага рассказал в интервью, что считает концовку неудовлетворительной. Довольно сложно работать с сериалом, основанным на оригинальной манге. Kare Kano должен был стать романтической комедией. Именно здесь и возник конфликт: чего нужно больше — комедии или романтики. По словам Ямаги, «Мы хотели бы продолжить работу над этим, но расстроили автора, поэтому маловероятно, что будет продолжение сериала. Мне очень жаль». 
Завершение показа произошло в 1999 году, когда по обвинению в уклонении от уплаты налогов были арестованы директор Gainax Такэдзи Савамура и бухгалтер Ёсикацу Ивасаки. По мнению Ясухиро Такэды, Савамура поддался искушению, потому что «никто не знал, как долго курица „Евангелиона“ будет нести золотые яйца». Новый президент Ямага прямо сказал: «Если у вас нет имени Анно, вы никому не будете доверять».

## Музыка
Начальная композиция:
1. «Tenshi no Yubikiri» («Обещание ангелов»), в исполнении Маи Фукуды

Завершающие композиции:
1. «Yume no Naka e» («Во сне»), в исполнении Ацуко Эномото и Тихиро Судзуки
2. «Kaze Hiita Yoru» («Ночью я простудилась»), в исполнении Юки Ватанабэ и Марии Ямамото (25 серия)

Прочая композиция:
1. «S.O.S.», в исполнении Юки Ватанабэ и Марии Ямамото (6 серия)

Сначала Юкино Миядзава поёт «Во сне» в одиночестве, однако, как только она сблизится с Соитиро, они исполняют песню вместе до конца сериала. Титры идут на фоне настоящей средней школы в Японии.
В 1998—1999 годах King Records издала оригинальный саундтрек, состоящий из трёх частей. Отдельно вышел сингл «Tenshi no Yubikiri». В 2004 году опенинг и эндинг были изданы вместе. «Yume no Naka e», «Kaze Hiita Yoru» и «S.O.S.» также присутствовали в альбоме Ацуко Эномото, Юки Ватанабэ и Марии Ямамото — «Setsu・Getsu・Ka» 1999 года.
В 2005 году King Records выпустила комплект из 4 компакт-дисков с музыкой и песнями из сериала.
В саундтреке используется музыка из фрагмента «Половецкие пляски» оперы «Князь Игорь». Также в 18 серии звучат отрывки Гольдберг-вариаций Баха. Кроме того, в саундтреке используется произведение Йозефа Гайндна «Струнный квартет op.3 №5 фа мажор «Серенада» (String quartet in F Major. Serenade for Strings, Op.3 No. 5).  Трек «Yukino Miyazawa I (Concerto)» построен на концерте №5 для фортепиано с оркестром Людвига ван Бетховена.
Песни сочетаются с характерной фоновой музыкой композитора «Евангелиона» Сиро Сагису, умело подчеркивая как душевные, так и весёлые моменты, которые поклонники вспоминают с любовью. К ним относятся вступительная композиция «An Angel's Promise», запоминающаяся финальная тема «Into the Dream», а также инструменталы.
В дальнейшем отрывки саундтрека сериала войдут в будущий полнометражный фильм Хидэаки Анно «Евангелион 2.22: Ты (не) пройдёшь», но под другими названиями: «2EM05_KK_B09», «2EM06_KK_B16», «2EM07_KK_B09_InDoor», «2EM10_KK_C01_AddGuit», «2EM12_KK_A09», «2EM18_KK_C01», «2EM21_KK_C01_Str+AcGuit» и прочими. В концертном исполнении 
«Tenkataihei» можно услышать внутри «Cruel Dilemme (EM09A)～Des Cordes(KK_C01)» из альбома Shin Godzilla vs. Evangelion Symphony (2017). Позже некоторые мелодии были включены в «Евангелион: 3.0+1.01: Как-то раз», например, трек «Soul love: guitar to orchestra segue».

## Выпуск на видео
Аниме впервые вышло в Японии на 7 VHS, LaserDisc и 6 DVD в 1999—2000 годах. Отличие от западных изданий отличалось в интервью с сэйю, вопросы им задавал нарисованный Арима.
В 2002 году в США распространением DVD занималась Right Stuf International. Определён рейтинг PG-13. Тираж возобновлён в 2006 и 2009 годах.
27 марта 2019 года появилось издание от King Records на 6 Blu-Ray в формате 1.33:1 и со звуком LPCM 2.0. Однако 1080i, в данном случае, является результатом апскейлинга. Контроль за выпуском материалов осуществляет Studio Khara, так как анимация закреплена за Хидэаки Анно. Новые рисунки сделал Тадаси Хирамацу. Актёры озвучивания прокомментировали выход Blu-ray на 20-летие. Kare Kano был первой большой ролью и юностью для Ацуко Эномото: «Я теперь понимаю, почему в то время все выглядели так плохо». Тихиро Судзуки пришёл в сериал без опыта и впервые играл главного героя в анимации. Он стал сэйю благодаря роли Соитиро Аримы. Дзюнко Нода воспринимает Kare Kano как капсулу времени, что значит быть молодым. В буклете представлены «Его и её закулисные обстоятельства». Ацуси Кисаити, оглядываясь назад, испытывает неловкость из-за многого, но рад, что каждый может увидеть это замечательное аниме, которое они сделали с лучшей командой. 
Кадровая частота DVD составляла 29,97 (NTSC). Формат — 1,33:1 (4:3). Кодек — MPEG-2, стандарт — 480i. В Gainax добавили цифровой текст в 30i поверх телекинопроекции 2:3. Реставрация изображения не проводилась, потому что исходные материалы были уничтожены. Для полноценного нового выпуска необходимо переделать весь текст и эффекты. Оригинальной 16-мм плёнки только с 2D-анимацией не существует. Соответственно, на экране высокой чёткости недостатки очевидны: «артефакты», размытие изображения, соединение киноленты. Сжатие видео в H.264 также не спасло ситуацию. Единственное, что улучшено наверняка, это звук в LPCM без потерь.
В 2024 году испанская компания Selecta Visión выпускает коллекционное издание на 4 Blu-Ray плюс саундтрек на CD. Качество не изменилось. Прилагаются 36-страничная книга, включающая заметки о производстве, содержание серий, описание персонажей и галерею изображений; 4 больших иллюстрации, 2 постера главных героев 100х49см, 3 листа с наклейками, нашивка спортивного костюма Миядзавы; эксклюзивно — лентикулярная открытка с лицами Юкино и сумочка Pero Pero.

## Отзывы и критика
Джонатан Клементс и Хелен Маккарти в своей энциклопедии пишут, что аниме отдаёт должное более ранним комедиям, таким как Goldfish Warning! и Shiratori Reiko de Gozaimasu!. По мнению авторов, «Он и она и их обстоятельства» превосходит своего двойника «Элли Макбил» в драматической инновации и сюрреалистическом использовании мультипликационных эффектов в современном ситкоме. С режиссёром Анно это — «Евангелион», идеально показаны противостояние подростков и лицемерие оригинала. Очень смешная сатира о малопривлекательных людях, которые, тем не менее, являются персонажами, вызывающими сочувствие. Брайан Кэмп в статье для книги Anime Classics Zettai! считает, что «Он и она и их обстоятельства» выделяется как один из самых смелых визуальных экспериментов в телевизионной анимации, превосходящий даже такие современные ему выпуски, как «Эксперименты Лэйн», и поздние, вроде Boogiepop Phantom.
GameSpot включил сериал в список 10 романтических аниме, которые можно посмотреть на День святого Валентина. Если у зрителей есть желание продолжить историю, то им придётся переключиться на мангу, но 26 серий стоят того, чтобы увидеть уникальный анимационный стиль и уравновешивающие друг друга юмор и драматизм этой истории любви. Также Kare Kano входит в список 50 лучших аниме всех времён по версии журнала «АнимеГид».
Вышедшие позже манга и сериал Horimiya похожи на Kare Kano сюжетом: Кёко Хори и Идзуми Миямура узнают секреты друг друга, а потом влюбляются, как Юкино Миядзава и Соитиро Арима. В данном случае это можно считать плагиатом. Но есть и различия: главные герои больше соперничают, вроде «Госпожа Кагуя: В любви как на войне», постоянно конфликтуя между собой. Аниме Kare Kano становится немного мрачнее к концу, а отношения Юкино и Соитиро иногда меняются к худшему — я-идеальное заставляет скрывать недостатки от любимых людей. Horimiya же осталась расслабляющей и спокойной романтической комедией. 
Сериал Kare Kano создавался в конце 1990-х годов в условиях экономического кризиса. В реальности молодые люди совершали преступления, но несмотря на грязную действительность, было время и место любить. Суть отражают следующие слова: «Даже если что-нибудь случится однажды, мы никогда не забудем те чувства, что испытывали вместе». Это романтическая комедия, непосредственность, искренние эмоции. Аниме понравится не всем. Здесь нет динамичных схваток, отрицательных героев и глубоких философских мыслей об устройстве мира. Есть чувства 15-летних подростков. Они борются за своё счастье и радуются жизни, каждый день наполнен новыми впечатлениями и ощущениями от встреч с дорогими людьми. Всё построено именно на этом: показать чувства, а не внешнее оформление. Авторы не требуют от зрителя детального погружения и фанатизма. Парадоксально, но трансляция не держит у экрана, в любой момент можно остановиться и пойти по своим делам. Хочется смотреть за счёт нежной атмосферы и душевной теплоты. Сериал не забирает энергию, а отдаёт. Музыка к месту, звуковая дорожка индивидуальна, она не становится на передний план, а подчёркивает атмосферу и несёт особую смысловую нагрузку, помогая передать эмоции героев, напряжённость или расслабленность. Стремление к лучшему притягивает. Романтика, которую редко можно встретить в обыденности. Сожаление вызывает лишь то, что история не закончена и слишком многое недосказано. Потому что настоящая жизнь не такая и нельзя всегда быть искренними и чистыми. Всем хочется, чтобы эта сказка продолжалась.
Адам Арнольд в интернет-журнале Animefringe пришёл к выводу, что Kare Kano — результат, если Еву вырвать из «Евангелиона». Ни гигантских роботов, ни апокалиптических сценариев, ни правительственных заговоров, ни пилотов-самоубийц. Остаётся история о девочке, мальчике, их друзьях и семье, о проблемах, с которыми им приходится сталкиваться, когда они выстраивают отношения. Звучит как довольно скучная концепция, но сериал совсем не такой, это классическая формула истории любви сёдзё с неожиданным поворотом. Цуда-сэнсэй, будучи относительным новичком в манга-сцене, на самом деле не была заинтересована в продолжительных эпизодах, поэтому выпуск был приостановлен. В конечном итоге он стал незабываемым. Никто иной, как уважаемый Хидэаки Анно, руководил производством большей части серий и использовал исследования с участием учеников старших классов, чтобы закрепить основные темы и действия. В реальной жизни, люди слышат только то, что хотят, но лучше один раз увидеть, чтобы понять. Манга предлагает идеальное дополнение тем, кто хочет завершить оригинальную историю.
Александр Харрис из Anime News Network написал, что там нет гигантских меха, пытающихся спасти или уничтожить мир; нет женщин с большими грудями; нет взрывающихся зданий, дуэлей на мечах, автомобильных погонь, ни супер-европейцев, ни сайянцев из Dragon Ball. Главное — это персонажи: Юкино Миядзава и Соитиро Арима и их развитие. Хидэаки Анно — человек, чрезвычайно заинтересованный в психоанализе и деконструкции. Для тех, кто видел первый финал (последние два эпизода) «Евангелиона», Kare Kano разыгрывается во многом так же. В конечном итоге зрители визуально погружаются в психику героя и становятся свидетелями множества образов, монологов и комментариев, которые дают понимание того, как персонаж воспринимает других, себя и жизнь в целом. Сериал также хорошо выдерживает баланс юмора в каждом эпизоде. Комедийные сцены находятся в нужное время в нужном месте. Это интеллектуальный театр, и те, кто не любит аниме, полностью ориентированное на персонажей, пройдут мимо. Kare Kano нарушает правило «Показывай, а не рассказывай» и делает это с потрясающими результатами. Уже в первой серии раскрывается всё, что нужно знать о Миядзаве. В некоторых моментах персонажи даже ломают четвёртую стену. «Теперь я знаю, о чём вы все думаете», — говорит Миядзава, глядя в камеру. Есть сцена за ужином, где семья описывает её характер в мельчайших подробностях. Это сделано для того, чтобы сериал мог отойти от типичного формата повествования от третьего лица. Герои разговаривают не просто друг с другом, а со зрителями, хоть и не так буквально, как Феррис Бьюллер. Аниме гораздо честнее американских комедийных сериалов «Конь БоДжек» и «Рик и Морти». 
В обзоре THEM Anime прослеживается, что «Он и она и их обстоятельства» содержит отголоски Marmalade Boy, Kimagure Orange Road, Gunbuster и «Евангелиона». Начиная с саундтрека 1960-х, гитарных риффов в стиле Сантаны, романтичных пьес для фортепиано и обаяния персонажей, сериал доставляет большое удовольствие и, в отличие от предшественников, сразу не воспринимает себя всерьёз. Если учесть, что у Gainax не было большого бюджета, технически анимация хороша, с использованием множества разных умных и веселых приёмов. Актёрский состав великолепен. Аниме стоит потраченного времени, хоть иногда и появляются несколько действительно странных шуток и случайных фоновых кадров. Долго наблюдать, как два старшеклассника учатся быть самими собой. После ключевого эпизода, создатели почти потеряли интерес. Это выглядело так, как будто вымученный Монти Пайтон на 25 минут. Kare Kano стал скучным и лишился возможности быть эпическим сериалом из-за рассеянного характера аниматоров и многолетней задержки мангаки Масами Цуда. Даже тогда он остаётся, пожалуй, самым честным сёдзё, когда-либо созданным.
Сайт ComicsVerse в 2018 году подвёл итог в ретроспективе: спустя 20 лет после первой трансляции Kare Kano до сих пор помнят как одно из классических романтических аниме. К сожалению, значительный творческий спор между Анно и Цудой не только создал проблемы в производстве, но и фактически сделал невозможным любое продолжение. Автор была недовольна результатом и почувствовала, что Хидэаки и его команда взяли на себя слишком много свободы, из-за чего аниме казалось более странным, чем манга. Что ещё хуже, «Он и она и их обстоятельства» испытывали те же проблемы с планированием и финансированием, которые преследовали «Евангелион». Вторая половина сосредоточилась на побочных сюжетах. Именно поэтому новичкам обычно рекомендуется остановиться на 18 эпизоде. Сериал заканчивается внезапно и поверхностно, оставляя ряд вопросов без ответа. Гиперактивный стиль Хироюки Имаиси говорит о его будущих работах, таких как «Гуррен-Лаганн» и Kill la Kill. Хорошие аниме-романы немногочисленны. Слишком часто есть два персонажа, которые любят друг друга, только чтобы смущаться открытого признания в 25 эпизодах. Редко изображены испытания и невзгоды, что сопровождают отношения. Kare Kano иллюстрирует, как поддерживать любимых в трудные времена.